# 孫兆良
孫兆良（1935年2月10日—），江蘇東海人，中华民国空军将领、政治人物。

## 生平
孫兆良畢業於中華民國空軍軍官學校第33期，當時初來台灣岡山空軍官校校長毛瀛初，轉入地勤部隊管制官並於1971年出任空军馬公作戰指揮管制中心主任。派至設在空軍總部的天網防空計劃中心並且任空軍防空自動化天網計劃赴美國休斯公司長期受訓帶隊人，回國繼續在戰管聯隊要職升級至上校副聯隊長，1986年他擔任战术管制联队联少將聯队长。1988年4月任作戰司令部副司令。退役1989年4月孫调派國防部空軍司令部任职。1993年8月，他当选为中国国民党第十四届候补中央委员。1993年2月3日至1994年5月13日，孫兆良出任交通部民用航空局第7任局長也是主持民航管制全自動化計劃為兩岸關係改變空中交通通航線繁忙班次預定良好規劃，這全自動航班指揮管制保障兩岸人員安全往返對促進五十年思鄉者與商旅客提供最佳服務。1994年5月，請辭民航局長獲准。

## 爭議
1996年1月，孫兆良因涉嫌於民航局長任內浮報飛航測試費，遭檢察官傳訊，訊後交保。1998年，孫於該案一審獲判無罪。